# Chuchła
Chuchła (bułg. Хухла) – wieś w południowej Bułgarii, w obwodzie Chaskowo, gminie Iwajłowgrad. Według danych Narodowego Instytutu Statystycznego, 31 grudnia 2011 roku wieś liczyła 30 mieszkańców.

## Historia
28 sierpnia 1913 roku turecka armia zabiła w Chuchli 41 mężczyzn i jedną kobietę a resztę ludności wzięli do niewoli.